# Большая Шалюга
Большая Шалюга — река в России, протекает по Чердынскому и Красновишерскому районам Пермского края. Устье реки находится в 168 км от устья Вишеры по правому берегу. Длина реки составляет 22 км. В 3,5 км от устья принимает справа реку Средняя Рассоха.

## Физико-географическая характеристика
Исток реки на холмах Полюдова кряжа в 20 км к юго-востоку от посёлка Валай. Исток находится в Чердынском районе, среднее и нижнее течение — в Красновишерском. Течёт преимущественно в южном и юго-западном направлениях среди холмов, покрытых елово-берёзовой тайгой. Притоки — Верхняя Рассоха, Средняя Рассоха, Нижняя Рассоха (все — правые). Устье реки находится примерно в 1,6 км ниже устья реки Малая Шалюга у нежилой деревни Потаскуево.

## Данные водного реестра
По данным государственного водного реестра России относится к Камскому бассейновому округу, водохозяйственный участок реки — Кама от водомерного поста у села Бондюг до города Березники, речной подбассейн реки — бассейны притоков Камы до впадения Белой. Речной бассейн реки — Кама.
Код объекта в государственном водном реестре — 10010100212111100004747.